# Theia (geslacht)
Theia is een geslacht van rechtvleugeligen uit de familie sabelsprinkhanen (Tettigoniidae). De wetenschappelijke naam van dit geslacht is voor het eerst geldig gepubliceerd in 1891 door Brunner von Wattenwyl.

## Soorten
Het geslacht Theia omvat de volgende soorten:
- Theia lineolata Brunner von Wattenwyl, 1891
- Theia unicolor Brunner von Wattenwyl, 1891